# Format uzorka
Format uzorka (eng. sample format), dubina bitova (eng. Bit Depth) ili veličina riječi (eng. Word Size), broj računalnih bitova nazočnih u svakom zvučnom uzorku. Određuje dinamički opseg zvuka. Preuzorkovanje može značiti i pretvaranje iz jednoga formata uzorka u drugi što mijenja istančanost svakoga uzorka, ali ne i broj uzoraka.